# Europastraße 713

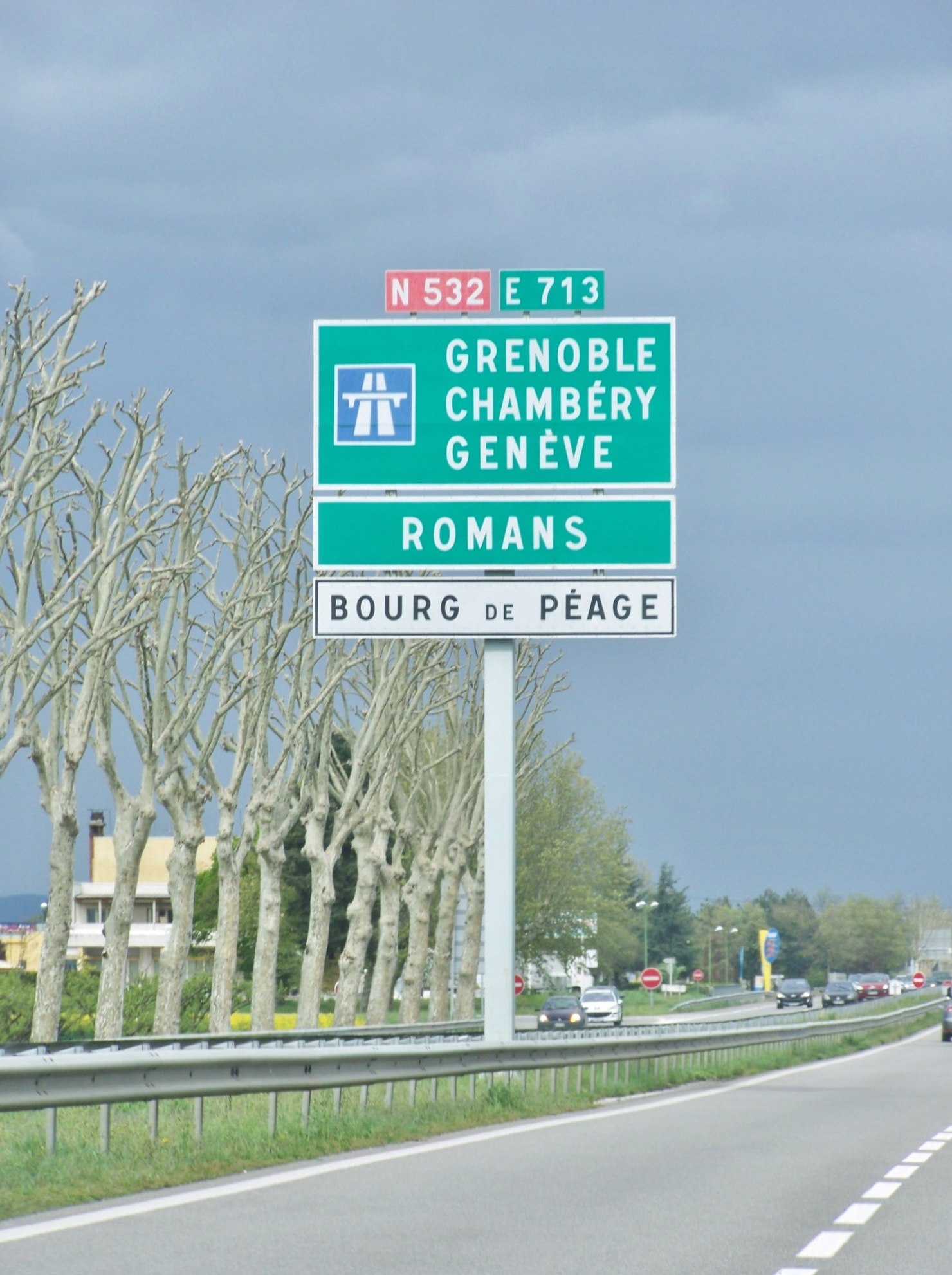
Die N 532 bei der Ausfahrt aus Valence

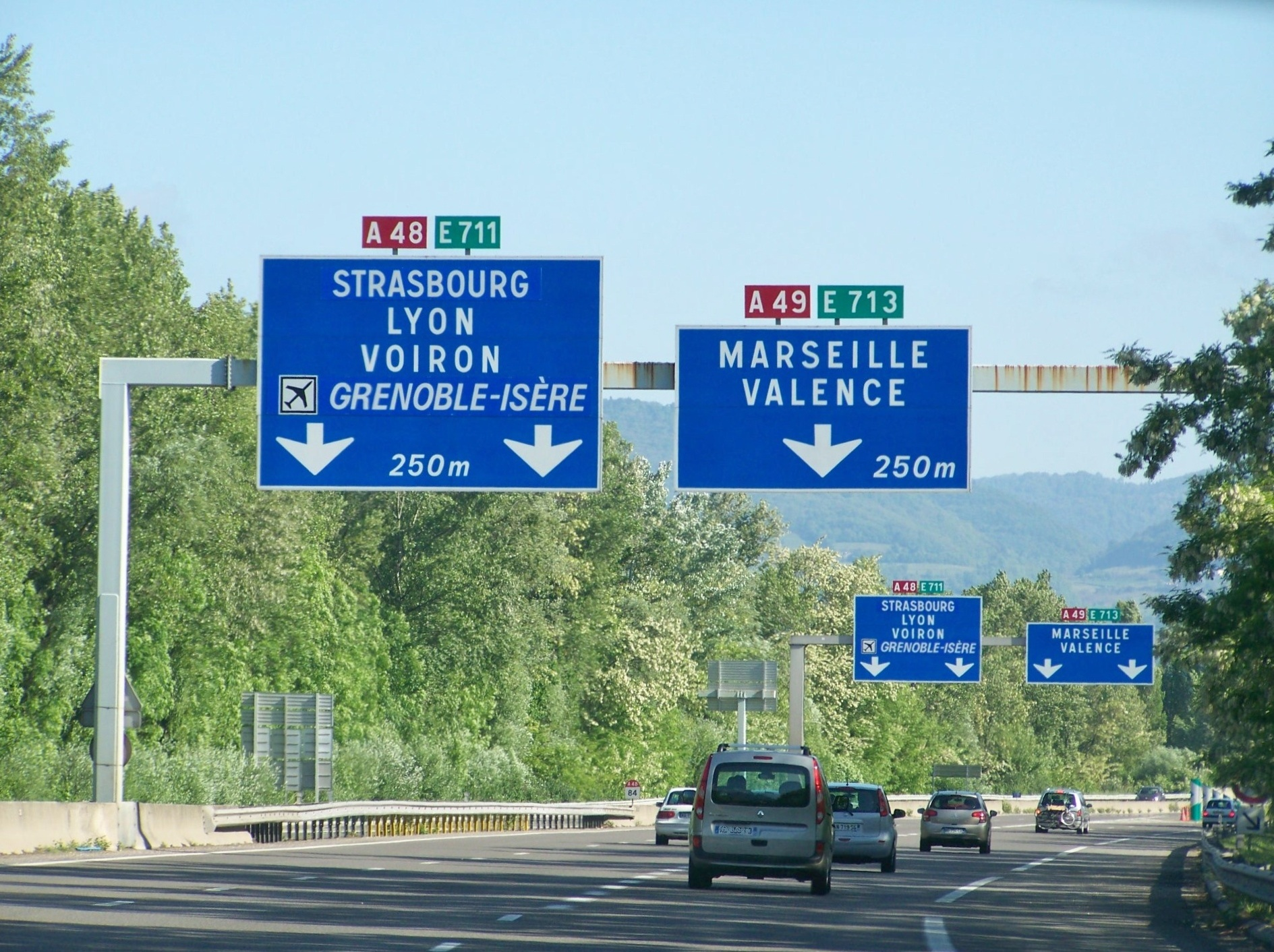
Verzweigung R 711/E713 bei Voreppe

Die Europastraße 713 (kurz: E 713) ist eine etwa 92 Kilometer lange Europastraße des Zwischennetzes, die in Frankreich die Städte Valence und Grenoble verbindet.

## Verlauf
Die Straße beginnt an der Europastraße 15 (Autoroute A7, Autoroute du Soleil), folgt zunächst bis Bourg-de-Péage gegenüber von Romans-sur-Isère der Route nationale 532, von hier an entlang der Isère der mit Ausnahme des kurzen ersten Teilstücks mautpflichtigen Autoroute A49 bis zu deren Einmündung auf die Autoroute A48 (Europastraße 711) bei Voreppe und verläuft dann zusammen mit  der A48 nach Grenoble, wo sie auf die Europastraße 712 trifft.